# Wasilewszczyzna (rejon miadzielski)
Wasilewszczyzna (biał. Васілеўшчына; ros. Василевщина) – wieś na Białorusi, w obwodzie mińskim, w rejonie miadzielskim, w sielsowiecie Krzywicze.

## Historia
W czasach zaborów w granicach Imperium Rosyjskiego.
W latach 1921–1945 wieś leżała w Polsce, w województwie nowogródzkim (od 1926 w województwie wileńskim), w powiecie duniłowickim (od 1926 w powiecie wilejskim), w gminie Budsław.
Według Powszechnego Spisu Ludności z 1921 roku zamieszkiwało tu 167 osób, wszystkie były wyznania rzymskokatolickiego i zadeklarowały polską przynależność narodową a 104 białoruską. Było tu 28 budynków mieszkalnych. W 1931 w 34 domach zamieszkiwało 183 osoby.
Miejscowość należała do parafii rzymskokatolickiej w Budsławiu. Podlegała pod Sąd Grodzki w Krzywiczach i Okręgowy w Wilnie; właściwy urząd pocztowy mieścił się w Budsławiu.